# Karol Fischer
Karol Józef Fischer (ur. 13 marca 1847 w Jaśle, zm. 21 września 1931 w Przemyślu) – polski duchowny rzymskokatolicki, biskup pomocniczy przemyski w latach 1901–1931.

## Życiorys
Urodził się 13 marca 1847 w Jaśle. Kształcił się w Gimnazjum Franciszka Józefa we Lwowie, Gimnazjum św. Anny w Krakowie i Gimnazjum w Rzeszowie, gdzie w 1865 złożył świadectwo dojrzałości. W latach 1865–1869 odbył studia teologiczne w przemyskim seminarium duchownym. Święcenia prezbiteratu otrzymał 18 lipca 1869 w Przemyślu. Inkardynowany został do diecezji przemyskiej. W 1871 został skierowany na dalsze studia do seminarium św. Augustyna w Wiedniu, które po kilku miesiącach przerwał ze względów zdrowotnych.
Pracował jako wikariusz w Sanoku (1869–1870), Drohobyczu (1870–1871) i Jaśle (1872–1874). W latach 1874–1888 był proboszczem w Tarnowcu. W tym czasie rozszerzył kult Matki Bożej tarnowieckiej, odnowił wnętrze kościoła parafialnego, a od 1886 pełnił funkcję wicedziekana jasielskiego. W latach 1888–1899 zarządzał parafią w Dobrzechowie, gdzie kierował budową kościoła, a także prowadził działalność społeczną i wspierał rozwój spółdzielczości. Przyczynił się do utworzenia na terenie parafii jednostek straży ogniowej, kółek rolniczych, szkół, czytelni ludowych, sklepów oraz kas Stefczyka. W 1896 został kanonikiem honorowym, a w 1899 kanonikiem gremialnym kapituły przemyskiej.
Był uznanym kaznodzieją i rekolekcjonistą. Publikował kazania, które ze względu na zrozumiały przekaz i znajomość środowiska wiejskiego były wykorzystywane przez polskich kapłanów. Pisał także prace z zakresu liturgii. W 1899 otrzymał propozycję objęcia katedry teologii pastoralnej na Wydziale Teologicznym Uniwersytetu Jagiellońskiego, której nie przyjął.
W latach 1894–1900 reprezentował okręg rzeszowsko-kolbuszowski w Radzie Państwa w Wiedniu, będąc członkiem Koła Polskiego. W działalności parlamentarnej zajmował się głównie sprawami wsi i jej mieszkańców. Od 1897 należał do Rady Powiatowej w Rzeszowie.
15 kwietnia 1901 został mianowany biskupem pomocniczym diecezji przemyskiej ze stolicą tytularną Mallus. Święcenia biskupie otrzymał 19 maja 1901 w katedrze przemyskiej. Konsekrował go biskup diecezjalny przemyski Józef Sebastian Pelczar, któremu asystowali Kostiantyn Czechowycz, biskup diecezjalny przemyski obrządku greckokatolickiego, i Anatol Nowak, biskup pomocniczy krakowski. Sprawował urzędy wikariusza generalnego, oficjała oraz prepozyta kapituły przemyskiej, a po śmierci biskupa Józefa Sebastiana Pelczara, od 3 kwietnia do 23 listopada 1924 zarządzał diecezją jako wikariusz kapitulny. Utrzymywał dobre stosunki z ludnością ukraińską. Podczas dwukrotnego oblężenia Przemyśla w latach 1914–1915 pozostał w mieście, występując u władz wojskowych w obronie interesów cywilów. Publicznie potępił pogrom Ukraińców oskarżonych o nielojalność wobec Austrii. Należał do Towarzystwa Szkoły Ludowej oraz Towarzystwa Przyjaciół Nauk w Przemyślu.
Był współkonsekratorem podczas sakry biskupów pomocniczych lwowskich: Władysława Bandurskiego (1906) i Bolesława Twardowskiego (1919), biskupa pomocniczego sandomierskiego Pawła Kubickiego (1918) i biskupa diecezjalnego mukaczewskiego obrządku greckokatolickiego Petra Gebeya (1924).
Zmarł 21 września 1931 w Przemyślu. Został pochowany w krypcie miejscowego kościoła Najświętszego Serca Jezusowego.

## Odznaczenia
Przed 1914 został odznaczony Krzyżem Komandorskim z Gwiazdą Orderu Franciszka Józefa.
W 1909 otrzymał w Jerozolimie Krzyż Pielgrzyma.